# Río San Juan (Nicaragua)
Pour les articles homonymes, voir Río San Juan.
Le Río San Juan est un fleuve du Nicaragua qui relie le lac Nicaragua à la mer des Antilles dans l'océan Atlantique dans lequel il se jette par un delta marécageux. Dans son cours inférieur, il matérialise une partie de la frontière avec le Costa Rica.

## Affluents
- Río Pocosol,
- Río San Carlos,
- Río Sarapiquí,
- Río Colorado.

## Hydrométrie - Les débits mensuels à El Castillo
Le débit du río San Juan a été observé sur une période de 3 ans (1976-1978) à El Castillo, localité nicaraguayenne située à mi-distance environ de son embouchure dans la mer des Antilles.
Le río San Juan est un fleuve très régulier. Son module à El Castillo est de 338 m3/s pour une surface prise en compte de 32 818 km2, ce qui correspond à plus de 90 % du bassin versant du fleuve. La lame d'eau écoulée dans son bassin versant se monte de ce fait à 325 millimètres annuellement.
Fortement régularisé par le lac Nicaragua, le río San Juan présente des fluctuations saisonnières de débit très modérées. Les hautes eaux se déroulent en été/automne, et se caractérisent par des débits mensuels moyens allant de 380 à 419 m3/s de juillet à décembre inclus (avec un léger sommet en août). Dès janvier, le débit diminue lentement ce qui mène aux basses eaux de printemps qui ont lieu en avril-mai, avec une baisse du débit mensuel moyen jusqu'au niveau de 207 m3/s au mois d'avril, ce qui reste plus que confortable.
Le débit moyen mensuel observé en février (minimum d'étiage) constitue près de la moitié du débit moyen du mois d'août (maximum de l'année), ce qui souligne la faible amplitude des variations saisonnières.
Sur la période d'observation de 3 ans, le débit mensuel minimal a été de 150 m3/s en avril 1978, tandis que le débit mensuel maximal s'est élevé à 528 m3/s en juillet 1976.

## Réserve de biosphère
Depuis 2003, l'Unesco a reconnu le río San Juan au titre de réserve de biosphère. D'une surface couvrant 1 392 900 ha, elle est composée de sept aires protégées et d'autres territoires adjacents. La réserve de biosphère couvre une importante variété d'écosystèmes représentatifs des forêts tropicales humides et des zones humides, des marais littoraux, des lagunes côtières et des estuaires qui sont des refuges importants pour les animaux rares ou menacés et les ressources génétiques végétales des tropiques méso-américains.
5

Au sud du pays, le Río San Juan, émissaire du lac Nicaragua, matérialise une partie de la frontière avec le Costa Rica.
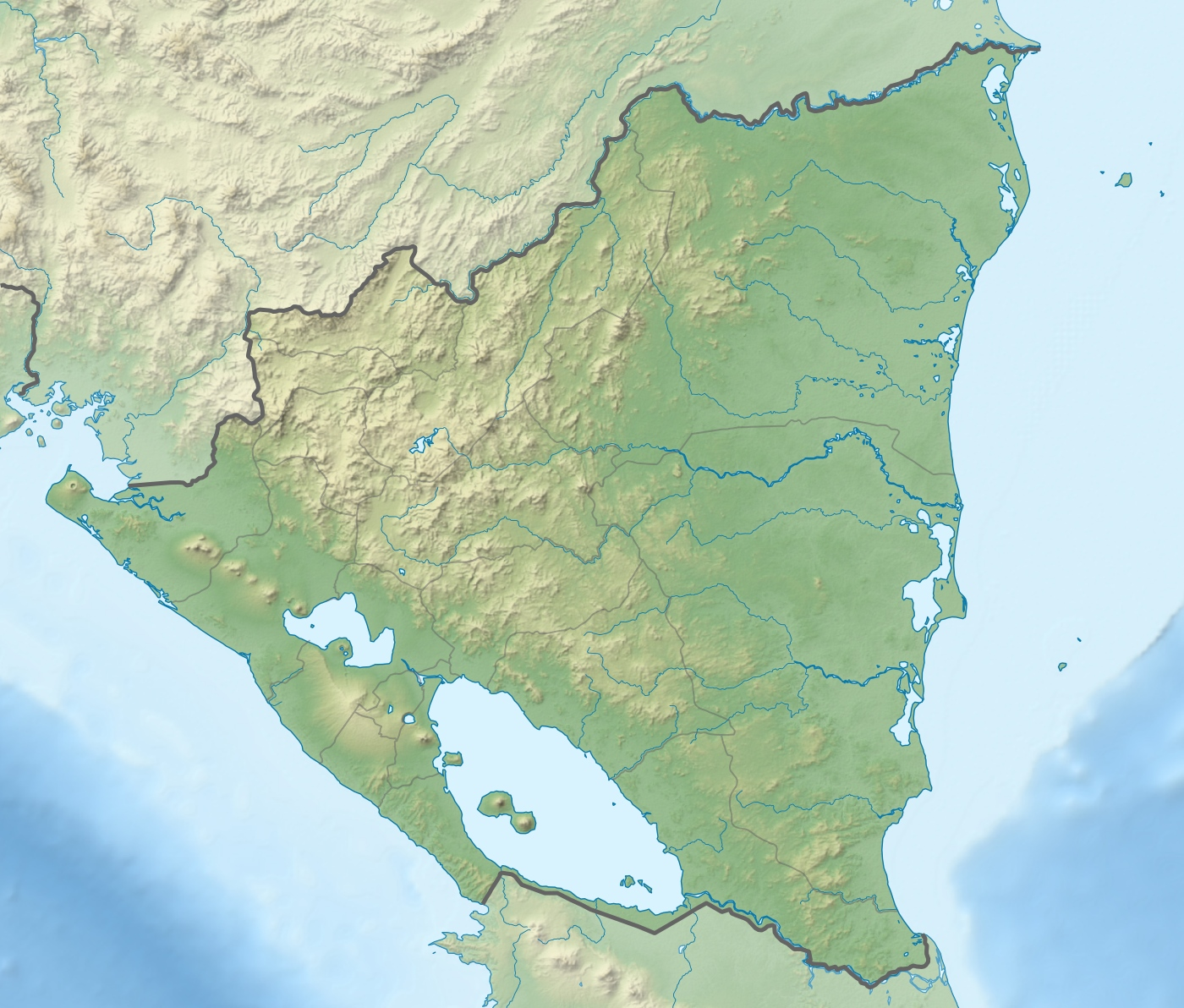
Carte du relief, des fleuves et rivières
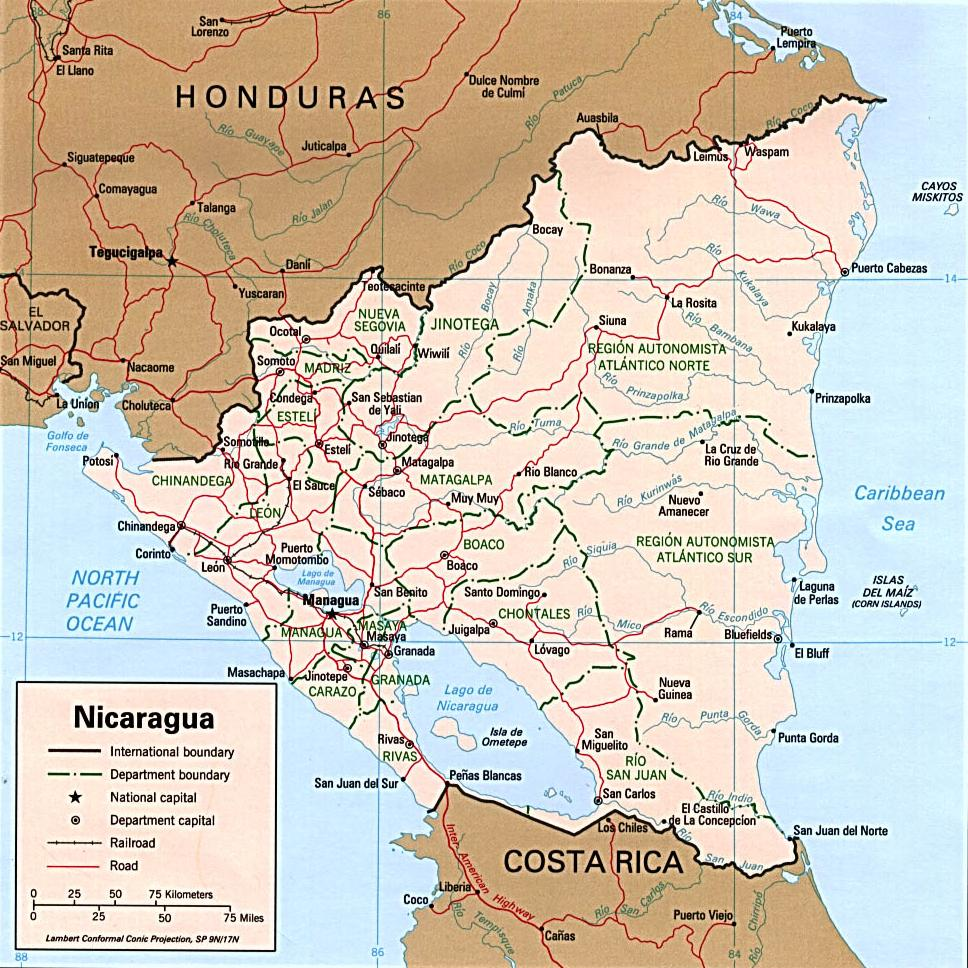
Carte des régions, des lacs et des villes

## Le río San Juan et le canal du Nicaragua
L'axe río San Juan/lac Nicaragua (32 mètres d'altitude) constitue l'épine dorsale du déjà vieux projet de voie fluviale qui connecterait la mer Caraïbe (océan Atlantique) avec l'océan Pacifique, au travers du Nicaragua. Cette voie d'eau naturelle serait prolongée à l'ouest par un canal artificiel franchissant l'isthme de Rivas (56 mètres d'altitude en son point le plus bas) pour atteindre le Pacifique au niveau de San Juan del Sur.
Au début du XIXe siècle, Napoléon III avait déjà écrit un article envisageant ce canal, mais le coût élevé de ce projet causa son abandon au profit du canal de Panama.
Depuis 2004 cependant, ce canal est envisagé à nouveau. Il permettrait en effet le passage de bateaux de 250 000 tonnes (contre 65 000 tonnes pour les cargos Panamax actuels).